# Alticola olchonensis
Alticola olchonensis là một loài động vật có vú trong họ Cricetidae, bộ Gặm nhấm. Loài này được Litvinov mô tả năm 1960.